# Mousa Dembélé
Mousa Dembélé (n. 16 iulie 1987, Wilrijk⁠(d), Flandra, Belgia) este un fotbalist belgian retras din activitate care a jucat pe postul de mijlocaș. A fost considerat unul dintre cei mai buni mijlocași box-to-box din Europa datorită abilităților excelente de dribling și abilității de a-și menține posesia.
Dembélé și-a început cariera la echipa belgiană din Pro League, Germinal Beerschot, înainte de plecarea sa în Eredivisie, Willem II și AZ, în Olanda. A câștigat titlul de ligă și Johan Cruyff Shield cu aceasta din urmă în 2009. Dembélé s-a transferat la Fulham din Premier League în 2010, înainte de a se alătura clubului la care evoluează în prezent Tottenham pentru o sumă de 15 milioane de lire sterline în august 2012. A fost clasat pe locul 91 în cei 100 cei mai buni fotbaliști actuali în 2012.
Dembélé a strâns în total 82 de selecții pentru echipa națională a Belgiei din 2006 până în 2018.